# Cantone di Aulnay
Il Cantone di Aulnay era una divisione amministrativa dell'arrondissement di Saint-Jean-d'Angély.
A seguito della riforma approvata con decreto del 27 febbraio 2014, che ha avuto attuazione dopo le elezioni dipartimentali del 2015, è stato soppresso.

## Composizione
Comprendeva i comuni di:
- Aulnay
- Blanzay-sur-Boutonne
- Cherbonnières
- Chives
- Contré
- Dampierre-sur-Boutonne
- Les Éduts
- Fontaine-Chalendray
- Le Gicq
- Loiré-sur-Nie
- Néré
- Nuaillé-sur-Boutonne
- Paillé
- Romazières
- Saint-Georges-de-Longuepierre
- Saint-Mandé-sur-Brédoire
- Saint-Martin-de-Juillers
- Saint-Pierre-de-Juillers
- Saleignes
- Seigné
- La Villedieu
- Villemorin
- Villiers-Couture
- Vinax